# Lista de prefeitos de Pouso Redondo
Esta é a lista de prefeitos e vice-prefeitos do município de Pouso Redondo, estado brasileiro de Santa Catarina:
| Nº | Prefeito                  | Partido | Vice-prefeito                            | Início de mandato       | Final do mandato        | Observações                                           |
| -- | ------------------------- | ------- | ---------------------------------------- | ----------------------- | ----------------------- | ----------------------------------------------------- |
| 1  | Artur Claudino dos Santos |         | —                                        | 23 de julho de 1958     | 31 de dezembro de 1958  | Prefeito provisório nomeado pelo Governador do Estado |
| 2  | Querino Ferrari           |         |                                          | 1º de fevereiro de 1959 | 31 de janeiro de 1964   | Prefeito eleito                                       |
| 3  | Arno Siewerdt             | PSD     |                                          | 1º de fevereiro de 1964 | 31 de janeiro de 1969   | Prefeito eleito                                       |
| 4  | Benjamin Bini             | ARENA   |                                          | 1º de fevereiro de 1969 | 31 de janeiro de 1973   | Prefeito eleito                                       |
| 5  | Osny Gomes                | ARENA   |                                          | 1º de fevereiro de 1973 | 31 de janeiro de 1977   | Prefeito eleito                                       |
| 6  | Benjamin Bini             | ARENA   | Abilino Voltolini                        | 1º de fevereiro de 1977 | 31 de janeiro de 1983   | Prefeito e vice eleitos em sufrágio universal         |
| 7  | Gilberto Steil            | PDS     | Albano Venturi                           | 1º de fevereiro de 1983 | 31 de dezembro de 1988  | Prefeito e vice eleitos em sufrágio universal         |
| 8  | Hans Fritsche             | PMDB    | Antônio Reinaldo Torezan                 | 1º de janeiro de 1989   | 31 de dezembro de 1992  | Prefeito e vice eleitos em sufrágio universal         |
| 9  | Antonio Reinaldo Torezan  | PMDB    | Jocelino Amâncio                         | 1º de janeiro de 1993   | 31 de dezembro de 1996  | Prefeito e vice eleitos em sufrágio universal         |
| 10 | Jocelino Amâncio          | PMDB    | Alreun Freundel                          | 1º de janeiro de 1997   | 31 de dezembro de 2000  | Prefeito e vice eleitos em sufrágio universal         |
| 11 | Hans Fritsche             | PSDB    | Ivonete Gomes Gonzaga (PPB)              | 1º de janeiro de 2001   | 31 de dezembro de 2004  | Prefeito e vice eleitos em sufrágio universal         |
| 12 | Jocelino Amâncio          | PMDB    | Antônio Reinaldo Torezan, Toninho (PMDB) | 1º de janeiro de 2005   | 31 de dezembro de 2008  | Prefeito e vice eleitos em sufrágio universal         |
| 12 | Jocelino Amâncio          | PMDB    | Antônio Reinaldo Torezan, Toninho (PMDB) | 1º de janeiro de 2009   | 31 de dezembro de 2012  | Prefeito e vice reeleitos em sufrágio universal       |
| 13 | Nair Goulart              | PP      | Paulo Cesar Voltolini (PSD)              | 1º de janeiro de 2013   | 31 de dezembro de 2016  | Prefeita e vice eleitos em sufrágio universal         |
| 14 | Oscar Gutz                | PDT     | Ruy Marcos Fritsche (PSDB)               | 1º de janeiro de 2017   | 31 de dezembro de 2020  | Prefeito e vice eleitos em sufrágio universal         |
| 14 | Oscar Gutz                | PL      | Rafael Neitzke Tambozi (PSL)             | 1º de janeiro de 2021   | 31 de dezembro de 20204 | Prefeito reeleito e vice eleito em sufrágio           |
| 15 | Rafael Neitzke Tambozi    | PL      | Joseane da Silva, Josi (PL)              | 1º de janeiro de 2025   | Atualidade              | Prefeito e vice eleitos em sufrágio universal         |